# La quinta montaña
La quinta montaña es una novela escrita por el autor brasileño Paulo Coelho, publicada en 1996.
El argumento está basado en la historia de Elías, tomado de la Biblia (I Reyes, capítulos 17-19). Se centra en el tiempo que Elías pasó en Sarepta (en el libro es llamada Akbar). La mayor parte del contenido es lo que Coelho añadió a la historia bíblica, incluyendo el atestiguamiento de Elías del saqueo de Akbar por los asirios, el viaje de Elías a la Quinta Montaña (donde se decía que habitaba Baal) y su enamoramiento con la viuda a quien Dios lo envió.
La novela puede ser considerada religiosa debido a su enfoque, a pesar de que se centra en la rebelión en contra de Dios. En el libro, Coelho explora la manera en la cual cuestionar la autoridad, la rebelión y pensar por uno mismo es importante en la relación con Dios.

## Resumen del argumento
Durante una considerable parte de la historia, Elías es cumplidor y obediente con lo que los ángeles de Dios le dicen. Eventualmente él descubre que su destino no es escogido por él, sino por Dios. Finalmente él decide guiarse por sus propios deseos y voluntad. De esta manera Coelho sugiere que Elías fue capaz de alcanzar un nivel superior de conocimiento espiritual y así tener una relación más fuerte con Dios.

## Traducciones
La quinta montaña se ha publicado en 34 idiomas diferentes: albanés, alemán, árabe, búlgaro, catalán, coreano, croata, checo,  danés, eslovaco, esloveno, español, estonio, farsi, francés, griego, húngaro, indonesio, inglés, italiano, japonés,  lituano, macedonio, malayalam, marathi, neerlandés, noruego, polaco, portugués, rumano, ruso, serbio, tamil y turco.